# 須藤靖貴
須藤 靖貴（すどう やすたか、1964年 - ）は、日本の小説家。東京都生まれ。

## 来歴
豊島区池袋出身。城北埼玉高等学校、駒澤大学文学部卒業。製薬会社の営業、スポーツ雑誌編集者を経て健康雑誌編集者のとき1999年『俺はどしゃぶり』で第5回小説新潮長編小説新人賞を受賞しデビュー。以来、職歴を活かし、スポーツを題材とした青春小説を多く発表している 。日本推理作家協会会員 。
2005年『かしわでヘイルメリー』で江戸川乱歩賞候補。2011年『どまんなか』でサムライジャパン野球文学賞ベストナイン。2015年『3年7組食物調理科』で日本児童文学者協会賞候補。2015年より桜美林大学非常勤講師、2019年より京都芸術大の非常勤講師を務める。

### エピソード
- 大学卒業後、就職した企業では直属の上司がラグビーとアメリカンフットボールの違いも分からなかった。その上司は体育会系の須藤とは対照的であり、無類のケチ。ある土曜日、昼食抜きで上司の手伝いを終え、今宵はさすがに奢ってもらえるかと思ったら、喫茶店でスパゲティナポリタンを胸やけがしそうなほど食べさせられた挙句、割り勘を申し出られた。この時、須藤は上司の胸に皿の上のフォークを突き刺しそうになったという。須藤が転職して相撲記者になった後、その上司は全国紙に載るような事件で逮捕された[5]。
- ベースボール・マガジン社では『アメリカンフットボールマガジン』、『相撲』の編集部に所属。『相撲』在籍時は若・貴全盛期。「なんとも素晴らしいときに異動の幸運を得た」と須藤は語っている。そのときの編集長は十枝慶二（現・相撲ジャーナリスト）。小錦（当時は大関から陥落して幕内）の取材のときにセッティングの不具合があり、「お前、ちゃんとやれよ」と軽く肩をどつかれたのだが、全治2週間の打撲痕が残ったという。
- 大の酒好き。日本酒党。ツマミも自分で作る。
- 健康雑誌『だいじょうぶ』の編集部員だったこともあり、健康情報オタク。身体の炎症を抑える食事法で20㎏の減量に成功した。持病のアトピー性皮膚炎も軽減したという。
- しかし、41歳の厄年に自己免疫疾患『ギランバレー症候群』で3か月の入院生活を送る。

## 受賞・候補
- 1999年『俺はどしゃぶり』で第5回小説新潮長編小説新人賞受賞
- 2005年『かしわでヘイルメリー』で第51回江戸川乱歩賞候補
- 2011年『どまんなか』で第2回サムライジャパン野球文学賞ベストナイン
- 2013年『セキタン！』で小学館児童文学賞候補
- 2015年『3年7組食物調理科』で第55回日本児童文学者協会賞候補

## 著書
- 俺はどしゃぶり（新潮社、1999年6月/光文社文庫、2005年4月。ISBN 4-334-73863-X）
- フルスウィング（小学館文庫、2005年8月。ISBN 4-09-408044-9）
- 押し出せ青春（小学館文庫、2007年1月。ISBN 4-09-408139-9）
- 銀座のプロは世界一 名店を支える匠を訪ねて（日本経済新聞出版社、2008年3月。ISBN 978-4-532-16657-1）
- セコンドアウト（小学館文庫、2008年5月。ISBN 978-4-09-408268-5）
- 俺たちのD&S（講談社、2008年6月。ISBN 978-4-06-214734-7）
- リボンステークス（小学館、2008年9月。ISBN 978-4-09-386232-5/小学館文庫、2011年1月）
  - 2007年から週刊Gallopで連載作品。表題はリボンステークスとなっているが、リボンステークスとしての連載は5回で終了している。その後「ジャックポットレビュー」と表題を変更し、リボンステークスの続きとして再連載されていた。
- 池波正太郎を歩く（毎日新聞社、2009年1月 ISBN 978-4-620-31920-9/講談社文庫 2012年）
- どまんなか（講談社、2010年5月。ISBN 978-4-062-69432-2）
- ベースライン（PHP研究所 2011.7）
- セキタン!　ぶちかましてオンリー・ユー（講談社、2011年9月。ISBN 978-4-062-17223-3）
- 抱きしめたい（講談社文庫 2011.10）
- 力士ふたたび（角川春樹事務所 ハルキ文庫 2011.11）
- どしゃぶりが好き : 長編青春小説（光文社文庫 2012.3）
- 池波正太郎を歩く（講談社 2012.9）
- スクールセイバー（小学館文庫 2013.2）
- 大関の消えた夏（PHP研究所 2014.3）
- 3年7組食物調理科（講談社 2014.3）
- どまんなか 1～3（講談社文庫 2014.）
- 学園危機一髪!（小学館文庫 2015.2）
- 消えた大関（PHP文芸文庫 2015.5）
- 小説の書きかた（講談社 2015.9 ）
- おれ、力士になる（講談社文庫 2016.2 ）
- 力士ふたたび（角川春樹事務所 2016.8）
- 監督が好き（ハルキ文庫 2016.8）
- 走れ!ヒットン : 運動会小説（講談社・文学の扉 2017.10）
- 捜査流儀 : 警視庁剣士（KADOKAWA 角川文庫 2017.12）
- 満点レシピ : 新総高校食物調理科（新潮文庫 2018.5）「3年7組食物調理科」(講談社 2014年刊)の改題、加筆
- 偽装潜入 : 警視庁捜一刑事・郷謙治（角川文庫 2018.8）
- デッドヒート（上）おれたちの箱根駅伝（角川春樹事務所 ハルキ文庫  2019.4）
- デッドヒート（中）マラソンランナー・走水剛（角川春樹事務所 ハルキ文庫 2019.5）
- デッドヒート（下）おれたちの東京オリンピック（角川春樹事務所 ハルキ文庫 2019.6）
- 警視庁潜入捜査官イザヨイ（角川文庫2019.7）
- 柔道が好き！（講談社2020.1)

### アンソロジー
- 60年代「燃える東京」を歩く（JTBパブリッシング 2005.5 ）ビートたけし、日高恒太朗、山崎マキコ
- 短編「氷傑」～収録『Field,wind : 青春スポーツ小説アンソロジー』（ジャイブ 2008.4 ）あさのあつこ、五十嵐貴久、川島誠、川西蘭、小手鞠るい
- 短編「アップセット」～収録『Over the wind : 青春スポーツ小説アンソロジー』（ジャイブ2009.4 ）川島誠、川西蘭、小路幸也、誉田哲也、松樹剛史
- 短編「氷傑」～収録『ぼくらが走りつづける理由』: 青春スポーツ小説アンソロジー（ポプラ社 2009.11 ）『Field, wind』 (ジャイブ2008年刊) の改題、加筆・訂正

近著は「国立国会図書館サーチ」を参照